# Clara (cantante 1999)
Clara, pseudonimo di Clara Soccini (Varese, 25 ottobre 1999), è una cantautrice, attrice e modella italiana, vincitrice di Sanremo Giovani 2023 con il brano Boulevard.

## Biografia

### Primi anni
Nata nel 1999 a Varese, ha vissuto fino all'adolescenza a Travedona Monate, in provincia di Varese, insieme al fratello minore Filippo, che vive e lavora nei Paesi Bassi. Il padre Emanuele, imprenditore nell'ambito dell'antiquariato, è originario di Biandronno (VA), mentre la madre Francesca, insegnante, è nata e cresciuta a Vimercate (MB), prima di trasferirsi in provincia di Varese. Ha frequentato il liceo linguistico "Alessandro Manzoni", nella sua città natale.

### 2020-2023: il debutto discografico e il successo conMare fuori

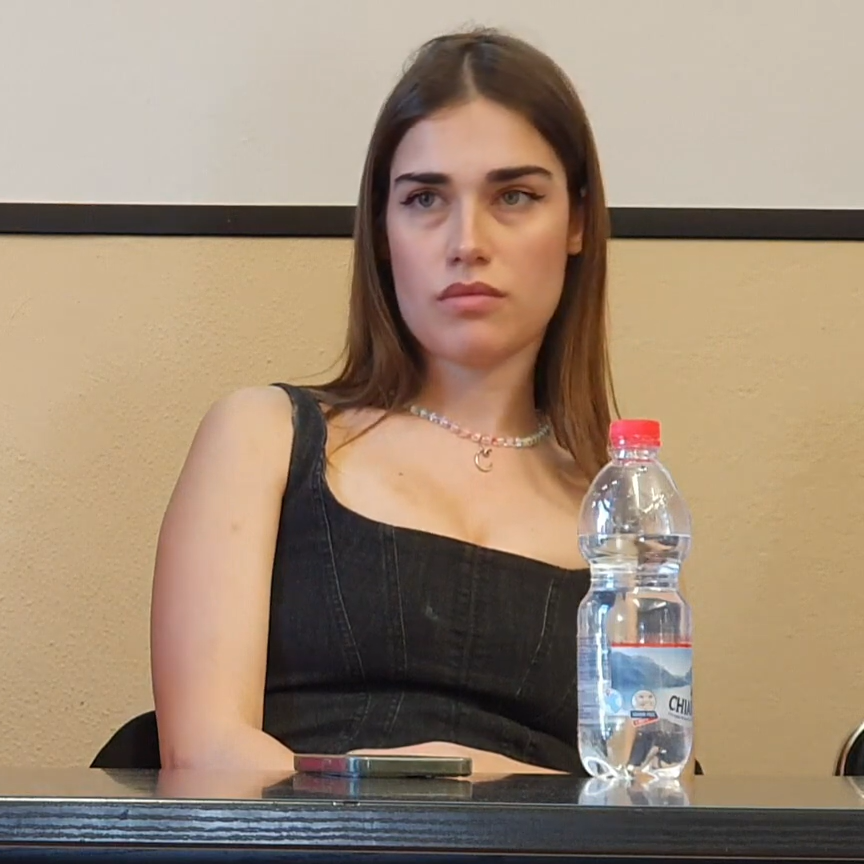
Clara nel 2023 durante la presentazione della terza stagione della serie Mare fuori

Dopo aver preso lezioni di canto e pianoforte durante gli anni del liceo, nel 2020 ha iniziato la carriera musicale, iniziando a scrivere i suoi primi brani e collaborando al brano Io e te, contenuto nell'album Napoli 51, del rapper Nicola Siciliano. Nello stesso anno, dopo aver conseguito la maturità linguistica, ha deciso di trasferirsi a Milano per intraprendere la carriera da modella posando per diverse riviste, tra cui Grazia. Tra il 2020 e il 2022 ha pubblicato i suoi primi singoli: Freak, Ammirerò (in collaborazione con Kermit), Bilico (in collaborazione con Seife) e Il tempo delle mele.
Nel 2023 ha riscosso popolarità nella terza stagione della serie televisiva Mare fuori, interpretando il ruolo di Giulia, in arte Crazy J, figlia di Laura, interpretata da Chiara Iezzi. L'anno successivo, nel 2024, è tornata a ricoprire lo stesso ruolo nella quarta stagione e nello spin-off Mare fuori #confessioni. Nello stesso anno ha raccontato le sue fragilità prima di diventare popolare nei programmi Verissimo e Le Iene.
Il 24 febbraio 2023 ha pubblicato il singolo Origami all'alba, in collaborazione con Matteo Paolillo e Lolloflow. Il brano, incluso nella colonna sonora della serie televisiva Mare fuori, ha raggiunto la quarta posizione della classifica Top Singoli, stilizzata dalla FIMI, e successivamente è stato premiato con quattro dischi di platino.
Il 28 aprile 2024 ha pubblicato il singolo Cicatrice, mentre nei mesi di settembre e ottobre ha collaborato con MV Killa per il singolo Replay e con Mr. Rain per il singolo Un milione di notti. Quest'ultimo brano ha poi raggiunto la diciassettesima posizione della classifica Top Singoli e in seguito è stato certificato disco di platino.

### 2023-2024: Sanremo Giovani, primo Sanremo ePrimo

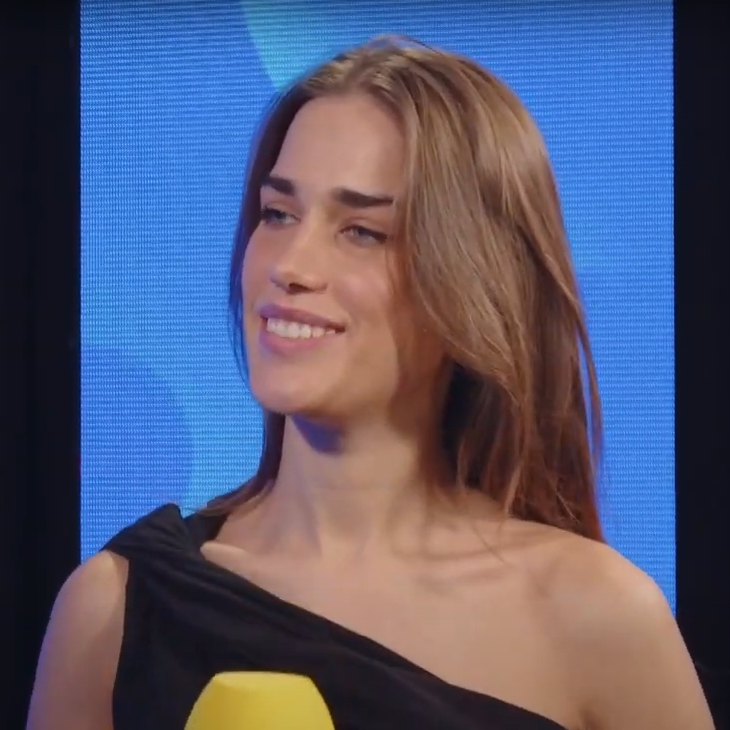
Clara intervistata nel febbraio 2024

Il 19 dicembre 2023 ha partecipato alla finale della diciassettesima edizione del concorso canoro Sanremo Giovani con il brano Boulevard, risultando vincitrice e ottenendo quindi la possibilità di prendere parte al Festival di Sanremo 2024. Nel dicembre 2023, per il brano Boulevard, ha vinto il premio Lunezia per il valore musical-letterario. Tra il 2023 e il 2024 ha sfilato come modella all'evento Born in Roma Celebration in Puglia e alla Milano Fashion Week.
Nel febbraio 2024 ha partecipato per la prima volta in gara al 74º Festival di Sanremo, con il brano Diamanti grezzi. Il brano si è piazzato ventiquattresimo nella classifica finale, vincendo il premio Enzo Jannacci Nuovo IMAIE per la migliore interpretazione e il premio rivelazione Siae Roma videoclip 2024. Il 9 febbraio, nella quarta serata dedicata alle cover, ha duettato con Ivana Spagna e il coro di voci bianche del Teatro Regio di Torino cantando il brano Il cerchio della vita, classificatosi al ventiquattresimo posto. Successivamente il brano sanremese ha raggiunto la dodicesima posizione della classifica Top Singoli e in seguito è stato certificato disco di platino.
Il 16 febbraio 2024 è stato pubblicato il suo album d'esordio Primo, che ha esordito alla sesta posizione della Classifica FIMI Album e in seguito è stato certificato disco d'oro. Nel mese di marzo la rivista Forbes Italia l'ha inserita tra gli under 30 italiani che avranno maggiore impatto nel futuro per la categoria intrattenimento. Nei mesi di aprile e maggio ha pubblicato il singolo Ragazzi fuori e collaborato con Icy Subzero per il singolo Ghetto Love, entrambi certificati disco d'oro. Dal 13 giugno al 24 agosto si è svolto da Casalgrande (RE) a Porto Sant'Elpidio (FM) il Primo Summer tour, il suo primo tour estivo. Nell'estate dello stesso anno si è esibita in diversi eventi musicali, tra cui il Future Hits Live, RDS Summer Festival, TIM Summer Hits, Battiti Live, 105 Summer Festival e Yoga Radio Bruno Estate.
Dal 27 luglio al 4 agosto 2024 è stata madrina della ventunesima edizione del Magna Graecia Film Festival. Nello stesso anno è diventata il volto per la campagna pubblicitaria di Motorola e testimonial per la nuova collezione d'intimo e di costumi del marchio Yamamay, intitolata Intimate Conversation. Il 28 agosto si è esibita durante la cerimonia d'apertura dell'81ª Mostra internazionale d'arte cinematografica di Venezia. Nel mese di settembre ha vinto il premio stella nascente ai Billboard Italia Women in Music, presso il teatro Manzoni di Milano. Il 13 settembre ha pubblicato il singolo Nero gotico. Dal 3 al 15 ottobre si è svolto da Roma a Milano il Primo Tour, il suo primo tour nei club italiani prodotto da LiveNation. Il 1º novembre è stato pubblicato il brano Golfo x despecho, in cui Clara ha collaborato con i cantanti spagnoli Lérica e Abraham Mateo.

### 2025-presente: secondo Sanremo

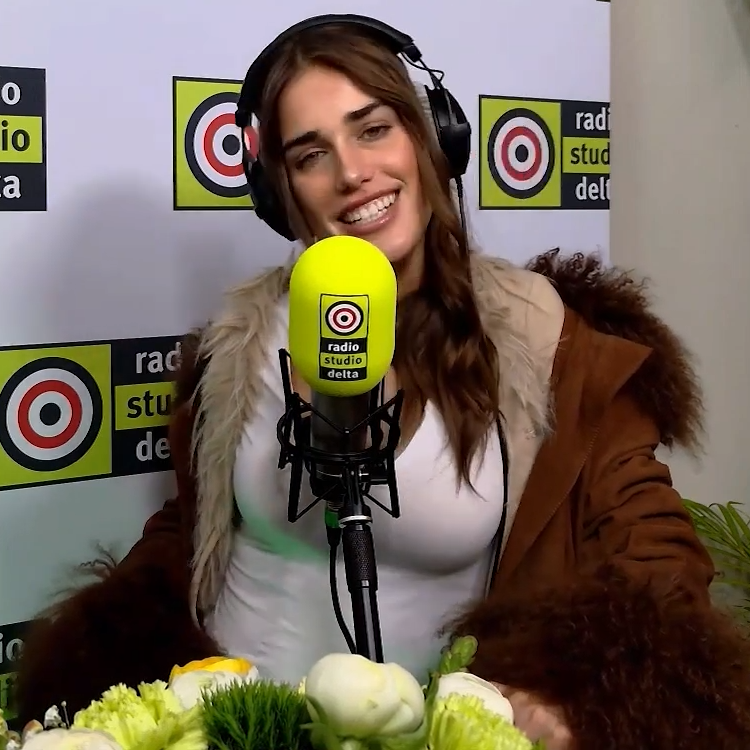
Clara intervistata nel febbraio 2025

Nel febbraio 2025 ha partecipato per la seconda volta in gara al 75º Festival di Sanremo con il brano Febbre, classificatosi al ventisettesimo posto al termine della manifestazione. Il brano ha poi raggiunto la ventitreesima posizione della classifica Top Singoli. Il 14 febbraio, nella quarta serata dedicata alle cover, ha duettato con Il Volo cantando il brano The Sound of Silence di Simon & Garfunkel, classificatosi al nono posto.
Dal 30 aprile all'8 settembre 2025 si è svolto da Cagliari a Siderno (RC) il Summer tour 2025. Il 2 maggio, insieme a Fedez, ha pubblicato il singolo Scelte stupide, che ha esordito alla tredicesima posizione della classifica Top Singoli. Il 15 agosto è uscito il singolo Uragani.

## Vita privata
Dal novembre 2022 al 2025 è stata legata sentimentalmente all'ex giocatore di basket Jacopo Neri.

## Stile e influenze musicali

Firma di Clara

Dedita alla musica fin da piccola, Clara ha rivelato di essersi maggiormente ispirata a diversi artisti internazionali, tra cui Adele, Amy Winehouse, Billie Eilish, Jessie Reyez, Jorja Smith, Lana Del Rey, Morad e Nathy Peluso, e italiani, tra cui Mahmood, Sfera Ebbasta e Tedua. I suoi lavori attingono dal genere pop e urban.

## Discografia
- 2024 – Primo

## Tournée
- 2024 – Primo Summer tour
- 2024 – Primo tour
- 2025 – Summer tour 2025

## Filmografia

### Televisione
- Mare fuori – serie TV, 26 episodi (2023-2024)

### Web TV
- Mare fuori #confessioni – web serie (2024)

## Partecipazioni a manifestazioni canore
- Festival di Sanremo (Rai 1)
  - 2024 – 24º posto con Diamanti grezzi
  - 2025 – 27º posto sezione "Campioni" con Febbre
- Sanremo Giovani (Rai 1)
  - 2023 – 1º posto con Boulevard

## Campagne pubblicitarie
- Grazia (2018, 2024)
- Motorola (2024)
- Yamamay (2024)

## Riconoscimenti
- Billboard Italia Women in Music
  - 2024 – Premio stella nascente[87]
- Festival di Sanremo
  - 2024 – Premio Enzo Jannacci NuovoIMAIE alla migliore interpretazione per Diamanti grezzi[56]
  - 2024 – Premio rivelazione Siae Roma videoclip 2024 per Diamanti grezzi[57]
- Forbes Italia
  - 2024 – Inserimento tra gli under 30 italiani di maggiore impatto nel futuro nella categoria "Intrattenimento"[65]
- Music Awards
  - 2023 – Premio singolo multiplatino per Origami all'alba[36]
- Premio Lunezia
  - 2023 – Premio al valore musical-letterario per Boulevard[47]
- Sanremo Giovani
  - 2023 – Vincitrice della diciassettesima edizione con Boulevard[43]